# Carl-Benz-Stadion
Le Carl-Benz-Stadion est un stade de football situé à Mannheim en Allemagne dont le club résident est le Waldhof Mannheim. Le stade dispose d'une capacité de 27 000 places. Il remplace le Rhein-Neckar-Stadion.

## Histoire
Le 1er match joué par le Waldhof Mannheim dans le nouveau stade a lieu lors de la 21e journée de 2. Bundesliga contre le Hertha Berlin, le 25 février 1994 devant 27 000 spectateurs (2-2). Lors de ce match, Thomas Epp inscrit le premier but de l'histoire du stade.

## Utilisations du stade

### Équipe d'Allemagne
L'équipe d'Allemagne de football dispute deux rencontres au Carl-Benz-Stadion. Les Allemands rencontrent le 4 juin 1996, le Liechtenstein en match amical devant 26 000 spectateurs. La rencontre se termine sur le score de 9-1 en faveur des Allemands.
La deuxième rencontre a lieu le 5 juin 1998 devant 25 000 spectateurs. Les Allemands rencontrent lors d'un match amical, le Luxembourg. La rencontre se termine sur le score de 7-0 en faveur des Allemands.

### Équipe d'Allemagne féminine
L'équipe d'Allemagne de football féminin dispute trois rencontres au Carl-Benz-Stadion. Les Allemandes rencontrent le 29 juillet 2009, le Japon en match amical devant 10 158 spectateurs. Les deux équipes se quittent sur un score nul de 0-0.
La deuxième rencontre a lieu le 31 mars 2012 devant 11 517 spectateurs. Les Allemandes rencontrent lors d'un match des éliminatoires de l'Euro, l'Espagne. La rencontre se termine sur le score de 5-0 en faveur des Allemandes.
La troisième rencontre a lieu le 10 avril 2014 devant 7 122 spectateurs. Les Allemandes rencontrent lors d'un match des éliminatoires de la Coupe du monde, la Slovénie. La rencontre se termine sur le score de 4-0 en faveur des Allemandes.

### Équipe d'Allemagne espoirs
L'équipe d'Allemagne espoirs de football dispute une rencontre au Carl-Benz-Stadion. Les Allemands rencontrent le 15 novembre 1994, la Finlande en match amical devant 2 000 spectateurs. La rencontre se termine sur le score de 2-1 en faveur des Allemands.

### Événements sportifs
Le Carl-Benz-Stadion est l'hôte de la finale de la supercoupe d'Allemagne le 3 août 1996 devant 22 000 spectateurs. Le match FC Kaiserslautern-Borussia Dortmund est remporté aux tirs au but par le Borussia. 
Il est l'hôte de la finale de la coupe de la Ligue le 21 juillet 2001 devant 10 000 spectateurs. Le match Schalke 04-Hertha Berlin est remporté 4-1 par Hertha. 
Il accueille trois rencontres de phase de groupe du Championnat d'Europe de football espoirs 2004.
Les demi-finales de l'Euro 2016 U19 se déroulent dans le stade.

## Événements
- Finale de la Supercoupe d'Allemagne, 1996
- Finale de la Coupe de la Ligue, 2001
- Championnat d'Europe de football espoirs 2004